# Chilov
Chilov (tiếng Azerbaijani: Çilov adası, còn được đánh vần là Zhiloy và Jiloi) là một hòn đảo ở biển Caspi. Nó nằm ngoài khơi bán đảo Absheron, cách Baku 55 kilômét (34 mi) về phía đông.

## Địa lý
Đảo Chilov nằm cách 25 km (16 mi) ngoài khơi phía đông của bán đảo Apsheron trên biển Caspi, cách Baku 100 km (62 mi).
Đảo có chiều ngang 10 km (6 mi) và có hình dạng bất thường với nhiều mũi đất và cửa đón gió khác nhau. Điểm cao nhất trên đảo là 8 mét (26 ft). Diện tích của nó là khoảng 6 km2 (2,3 dặm vuông Anh).
Đảo Chilov về mặt hành chính thuộc quận Khazar của Baku.

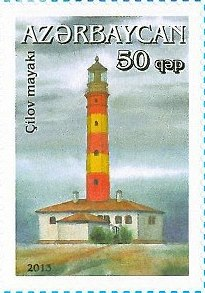
Ngọn hải đăng Chilov trên một con tem.

## Lịch sử
Các mỏ dầu và khí đốt được Chuẩn đô đốc Nga, Bá tước Mark Voynovich, phát hiện gần đảo Chilov trong khi ông dẫn đầu một cuộc thám hiểm đến biển Caspi năm 1781.